# Tmesisternus pseudotesselatus
Tmesisternus pseudotesselatus là một loài bọ cánh cứng trong họ Cerambycidae.